# Nätverket för kärnvapennedrustning
Nätverket för kärnvapennedrustning är ett svenskt nätverk av ideella föreningar för fred och nedrustning. 
Nätverket sprider information om det hot det anser att mänskligheten fortfarande står inför på grund av kärnvapen. Dess medlemmar vill bilda opinion för att dessa vapen skall avskaffas.
Nätverket arrangerar möten och föredrag om kärnvapenfrågor, ger ut föreningstidningar, skriver artiklar i dagstidningar, verkar för att radio och TV skall bevaka och belysa kärnvapenfrågor. Via respektive internationella paraplyorganisationer verkar man globalt. 

## Medlemmar
- Arkitekter för fred
- Artister för fred
- Folkkampanjen mot kärnkraft och kärnvapen
- Forskare och ingenjörer mot kärnvapen
- Internationella kvinnoförbundet för fred och frihet (IKFF)
- Jurister mot kärnvapen
- Kristna Fredsrörelsen
- Kvinnor för fred
- PeaceQuest International
- Psykologer mot kärnvapen
- Svenska läkare mot kärnvapen
- Sveriges lärare för fred
- Sveriges Fredsråd
- Yrkesgrupper mot kärnvapen

## Webbplats
http://nucleardisarmament.se/